# Hellenistische literatuur
De hellenistische literatuur wordt net zoals al de andere hellenistische kunsttakken gekenmerkt door creativiteit en individualisme.

## Dedramatiek
Men kent nog een nabloei van de tragedie in Alexandrië en andere centra buiten Attika. De "Nieuwe Komedie" van onder meer Menander (Grieks Menandros, 342 - 290 v.Chr.), die in zijn stukken de familieaangelegenheden van de kleine burgerij in de (Hellenistische) grootstad beschreef, kent nu haar opgang. Het genre van de "mimus", realistische en satirische schetsen van het dagelijkse leven, zoals we ze onder andere vinden bij Herondas, ontstaat in de 3e eeuw v.Chr.

## Andere poëzievormen
De andere hellenistische poëzievormen bevinden zich hoofdzakelijk in de epische trant. Zo kennen we de "alexandrijnen" Aratus (310 – 245 v.Chr.) met zijn leerdicht "Phaenomena", Callimachus (305 – 240 v.Chr.) de letterkundige, Theocritus (305 – 250 v.Chr.), wiens bucolische poëzie in zijn "Idyllia" en "Epyllia" een belangrijke bron voor Vergilius' "Eclogae" vormden en Apollonius van Rhodos (ca. 295 – 235 v.Chr.) met zijn epos de "Argonautica".
Er ontstaat ook een nieuw genre, met name het epigram, met als belangrijkste vertegenwoordigers Leonidas van Tarente (310 – 240 v.Chr.) en  Meleager (Grieks Meleagros) (130 – 60 v.Chr.). De hellenistische epigramkunst kent ook opvallend veel vrouwelijke vertegenwoordigers, zoals Anyte, Nossis en Moero. 

## Het Creatieve Proza
Er is tijdens deze periode een enorme productie aan historiografie. Zo is er het genre van de biografie en de "Alexander-literatuur". Timaeus van Tauromenium, (4e / 3e eeuw v.Chr.) schreef de geschiedenis van "Magna Graecia" tot de Eerste Punische oorlog. Theopompus van Chios (4e eeuw v.Chr.) schreef onder meer de geschiedenis van Philippus II van Macedonië. Polybius (ca.200 - 120 v.Chr.) schreef een wereldgeschiedenis, beheerst door de betekenis van de opkomende grootmacht Rome daarin. Hij zou een belangrijkste bron voor Titus Livius’ Ab Urbe Condita Libri.
Er waren ook niet-Griekse historici die in het koinè-Grieks schreven, zoals Berossus (ca. 300 v.Chr.) over Babylon, Manetho (ca. 250 v.Chr.) over Egypte, de Romeinse senator Fabius Pictor (na 250 v.Chr.) over de Romeinse geschiedenis en de "Septuaginta" (3de eeuw v.Chr.), een Griekse vertaling van het Oude Testament van en voor gehelleniseerde Joden, in Alexandrië (zie ook hellenistisch recht).
De andere  Wetenschappelijke en Technische literatuur omvatten de taalwetenschap van de alexandrijnse filologen, zoals Aristophanes van Byzantium (257 – 180 v.Chr.). De wiskunde en toegepaste wetenschappen van Euclides (3e eeuw v.Chr.) met zijn beroemde Stoicheia en Archimedes (280 – 212 v.Chr.) die schreef over zijn experimenten en ontdekkingen.
Ook de filosofische geschriften van de Peripatetische School, zoals Theophrastus (372-287 v.Chr.), leerling en opvolger van Aristoteles, het door Epicurus (341-270 v.Chr.) gestichte Epicurisme of het Stoïcisme, waarvan Zeno (335-263 v.Chr.) de belangrijkste vertegenwoordiger was, maar ook Cleanthes (331-232 v.Chr., die een mooie Zeus-hymne schreef) en Chrysippus (280-207 v.Chr.).
Ook de retorica kende nog een korte bloeiperiode, daar ze in de praktijk enkel nog voor de hellenistische koningen van praktisch nut was.
aardewerk · architectuur · beeldhouwkunst · literatuur · muziek · schilderkunst